# Mardi Gras Mambo
| Recensione | Giudizio |
| ---------- | -------- |
| AllMusic   |          |

Mardi Gras Mambo è un album di Zachary Richard, pubblicato dalla Rounder Records nel 1989. Il disco fu registrato al "Boudreaux's Studio" di Scott, Louisiana (Stati Uniti) nel 1989.

## Tracce
Lato A
1. Iko Iko – 3:52 (Brano tradizionale, arrangiamenti di Zachary Richard)
2. Everytime – 3:53 (Zachary Richard)
3. Cocordie – 4:08 (Zachary Richard)
4. Moi connais pas – 2:14 (Zachary Richard)
5. Down on Second Street – 4:04 (Zachary Richard)

Lato B
1. Handa Wanda – 3:47 (Theodore "Bo" Dollis)
2. Mardi Gras Mambo – 2:26 (Frank Adams, Ken Elliot, Lou Welch)
3. Big Chief – 3:54 (Ulis Gaines, Wardell Quezergue)
4. Ton Ton Gris-Gris – 4:26 (Zachary Richard)
5. Creole Lullaby – 3:34 (Zachary Richard)

## Musicisti
- Zachary Richard  - accordion acadian, voce
- Tommy Shreve  - chitarra, accompagnamento vocale
- Craig Légé  - tastiere
- Sammy Harp  - armonica
- Pat Breaux  - sassofono
- Marshall Cyr  - tromba
- Oran "Junior" Guidry  - basso, accompagnamento vocale (brani : A1, A2, B2, B3 & B5)
- Leon Medica  - basso (brani : A3, A4, A5, B1 & B4)
- Cruz Frugé  - batteria, accompagnamento vocale
- Mohamed Bangoura  - djembe
- King Dou-Dou Boudreaux  - percussioni
- Robert Funkdidley  - percussioni
- Brian Langlinais  - accompagnamento vocale
- Sarah Shelby  - accompagnamento vocale
- Victoria McGee  - accompagnamento vocale